# Episodi de La strana coppia (quarta stagione)
La quarta stagione della serie televisiva La strana coppia è stata trasmessa in anteprima negli Stati Uniti d'America dalla ABC tra il 14 settembre 1973 e il 22 marzo 1974.
| nº | Titolo originale                  | Titolo italiano | Prima TV USA      | Prima TV Italia |
| -- | --------------------------------- | --------------- | ----------------- | --------------- |
| 1  | Gloria Moves In                   |                 | 14 settembre 1973 |                 |
| 2  | Last Tango in Newark              |                 | 21 settembre 1973 |                 |
| 3  | The Odd Decathalon                |                 | 28 settembre 1973 |                 |
| 4  | That Was No Lady                  |                 | 5 ottobre 1973    |                 |
| 5  | The Odd Holiday                   |                 | 12 ottobre 1973   |                 |
| 6  | The New Car                       |                 | 19 ottobre 1973   |                 |
| 7  | That Is the Army Mrs. Madison     |                 | 26 ottobre 1973   |                 |
| 8  | The Songwriter                    |                 | 2 novembre 1973   |                 |
| 9  | Felix Directs                     |                 | 9 novembre 1973   |                 |
| 10 | The Pig Who Came to Dinner        |                 | 16 novembre 1973  |                 |
| 11 | Maid for Each Other               |                 | 23 novembre 1973  |                 |
| 12 | The Exorcists                     |                 | 7 dicembre 1973   |                 |
| 13 | A Barnacle Adventure              |                 | 21 dicembre 1973  |                 |
| 14 | The Moonlighter                   |                 | 4 gennaio 1974    |                 |
| 15 | Cleanliness is Next to Impossible |                 | 11 gennaio 1974   |                 |
| 16 | The Flying Felix                  |                 | 18 gennaio 1974   |                 |
| 17 | Vocal Girl Makes Good             |                 | 25 gennaio 1974   |                 |
| 18 | Shuffling Off to Buffalo          |                 | 8 febbraio 1974   |                 |
| 19 | A Different Drummer               |                 | 22 febbraio 1974  |                 |
| 20 | The Insomniacs                    |                 | 1º marzo 1974     |                 |
| 21 | New York's Oddest                 |                 | 8 marzo 1974      |                 |
| 22 | One for the Bunny                 |                 | 22 marzo 1974     |                 |